# 31e Primetime Emmy Awards
De 31e Primetime Emmy Awards, waarbij prijzen werden uitgereikt in verschillende categorieën voor de beste Amerikaanse televisieprogramma's die in primetime werden uitgezonden tijdens het televisieseizoen 1978-1979, vond plaats op 9 september 1979 in het Pasadena Civic Auditorium in Pasadena, Californië.

## Winnaars en nominaties - televisieprogramma's
(De winnaars staan bovenaan in vet lettertype.)

#### Dramaserie
(Outstanding Drama Series)
- Lou Grant
  - The Paper Chase
  - The Rockford Files

#### Komische serie
(Outstanding Comedy Series)
- Taxi
  - All in the Family
  - Barney Miller
  - M*A*S*H
  - Mork & Mindy

#### Miniserie
(Outstanding Limited Series)
- Roots: The Next Generations
  - Backstairs at the White House
  - Blind Ambition

#### Varieté- of Muziek show
(Outstanding Comedy-Variety or Music Program)
- Steve & Eydie Celebrate Irving Berlin
  - The Muppet Show
  - Saturday Night Live
  - Arthur Fiedler: Just Call Me Maestro
  - Shirley MacLaine at the Lido

## Winnaars en nominaties - acteurs

### Hoofdrollen

#### Mannelijke hoofdrol in een dramaserie
(Outstanding Lead Actor in a Drama Series)
- Ron Leibman als Martin Kazinsky in Kaz
  - Edward Asner als Lou Grant in Lou Grant
  - James Garner als Jim Rockford in The Rockford Files
  - Jack Klugman als Dr. R. Quincy in Quincy, M.E.

#### Mannelijke hoofdrol in een komische serie
(Outstanding Lead Actor in a Comedy Series)
- Carroll O'Connor als Archie Bunker in All in the Family
  - Alan Alda als Capt. Benjamin Franklin Pierce in M*A*S*H
  - Judd Hirsch als Alex Reiger in Taxi
  - Hal Linden als Capt. Barney Miller in Barney Miller
  - Robin Williams als Mork in Mork & Mindy

#### Mannelijke hoofdrol in een miniserie
(Outstanding Lead Actor in a Limited Series or a Special)
- Peter Strauss als Larry 'Rain' Murphy in The Jericho Mile
  - Louis Gossett jr. als Houseman Levi Mercer in Backstairs at the White House
  - Kurt Russell als Elvis Presley in Elvis
  - Ned Beatty als Gene Mullen in Friendly Fire

#### Vrouwelijke hoofdrol in een dramaserie
(Outstanding Lead Actress in a Drama Series)
- Mariette Hartley als Dr. Caroline Fields in The Incredidle Hulk
  - Barbara Bel Geddes als Miss Ellie in Dallas
  - Rita Moreno als Rita Capkovic in The Rockford Files
  - Sada Thompson als Kate Lawrence in Family

#### Vrouwelijke hoofdrol in een komische serie
(Outstanding Lead Actress in a Comedy Series)
- Ruth Gordon als Dee Wilcox in Taxi
  - Katherine Helmond als Jessica Tate in Soap
  - Linda Lavin als Alice Hyatt in Alice
  - Isabel Sanford als Louise Jefferson in The Jeffersons
  - Jean Stapleton als Edith Bunker in All in the Family

#### Vrouwelijke hoofdrol in een miniserie
(Outstanding Lead Actress in a Limited Series or a Special)
- Bette Davis als Lucy Mason in Strangers: The Story of a Mother and Daughter
  - Olivia Cole als Maggie Rogers in Backstairs at the White House
  - Katharine Hepburn als Miss Lilly Moffat in The Corn Is Green
  - Mary Tyler Moore als Betty Rollin in First, You Cry
  - Carol Burnett als Peg Mullen in Friendly Fire

### Bijrollen

#### Mannelijke bijrol in een dramaserie
(Outstanding Supporting Actor in a Drama Series)
- Stuart Margolin als Evelyn 'Angel' Martin in The Rockford Files
  - Mason Adams als Charlie Hume in Lou Grant
  - Noah Beery, Jr. als Joseph Rockford in The Rockford Files
  - Joe Santos als Det. Dennis Becker in The Rockford Files
  - Robert Walden als Joe Rossi in Lou Grant

#### Mannelijke bijrol in een komische serie
(Outstanding Supporting Actor in a Comedy Series)
- Robert Guillaume als Benson DuBois in Soap
  - Gary Burghoff als Corporal Walter Eugene O'Reilly in M*A*S*H
  - Danny DeVito als Louie De Palma in Taxi
  - Max Gail als Det. Stan Wojciehowicz in Barney Miller
  - Harry Morgan als Sherman T. Potter in M*A*S*H

#### Mannelijke bijrol in een miniserie
(Outstanding Supporting Actor in a Limited Series or a Special)
- Marlon Brando als George Lincoln Rockwell in Roots: The Next Generations
  - Ed Flanders als President Calvin Coolidge in Backstairs at the White House
  - Robert Vaughn als President Woodrow Wilson in Backstairs at the White House
  - Al Freeman Jr. als Malcolm X in Roots: The Next Generations:
  - Paul Winfield als Dr. Horace Huguley in Roots: The Next Generations:

#### Vrouwelijke bijrol in een dramaserie
(Outstanding Supporting Actress in a Drama Series)
- Kristy McNichol als Letitia Lawrence in Family
  - Linda Kelsey als Billie Newman in Lou Grant
  - Nancy Marchand als Margaret Pynchon in Lou Grant

#### Vrouwelijke bijrol in een komische serie
(Outstanding Supporting Actress in a Comedy Series)
- Sally Struthers als Gloria Stivic in All in the Family
  - Polly Holliday als Flo Castleberry in Alice
  - Marion Ross als Marion Cunningham in Happy Days
  - Loretta Swit als Margaret Houlihan in M*A*S*H

#### Vrouwelijke bijrol in een miniserie
(Outstanding Supporting Actress in a Limited Series or a Special)
- Esther Rolle als Ruth in Summer of My German Soldier
  - Eileen Heckart als Mrs. Eleanor Roosevelt in Backstairs at the White House
  - Celeste Holm als Mrs. Florence Harding in Backstairs at the White House
  - Ruby Dee als Queen Haley in oots: The Next Generations
  - Colleen Dewhurst als Mrs. O'Neil in Silent Victory: The Kitty O'Neil Story